# Бегед-кефет
Бе́гед-ке́фет (иногда бегад-кефат, ивр. בֶּגֶ״ד כֶּפֶ״ת‎) — фонетическое явление в семитских языках (библейский иврит, сирийский, арамейский). Взрывные неэмфатические согласные подвергаются лениции (спирантизации) после гласных.
Похожее явление наблюдается в берберском, джербе и ирландском гэльском.
Правило бегед-кефет влияет на следующие согласные:
| Буква  | Буква | Взрывные согласные |             | Фрикатив    |
| ------ | ----- | ------------------ | ----------- | ----------- |
| Бет    | ב     | [b]                | переходит в | [v] или [β] |
| Гимель | ג     | [ɡ]                | переходит в | [ɣ]         |
| Далет  | ד     | [d]                | переходит в | [ð]         |
| Каф    | כ     | [k]                | переходит в | [x] ~ [χ]   |
| Пе     | פ     | [p]                | переходит в | [f] или [ɸ] |
| Тав    | ת     | [t]                | преходит в  | [θ]         |

Название происходит от букв, которые подвергаются этому изменению.
Спирантизация бегед-кефет происходила под влиянием арамейского (либо, по другой теории, хурритского).
Явление возникло в иврите до II века н. э. В этот период все 6 пар были аллофонами.
В современном иврите только 3 буквы (‏ב‏‎, ‏כ‏‎ и ‏פ‏‎) означают взрывные-фрикативные пары, которые уже не являются аллофонами.